# مائوری (بازیکن فوتبال اهل اسپانیا)
مائوری (انگلیسی: Mauri; ۲۶ ژوئیهٔ ۱۹۳۴ – ۱۸ فوریهٔ ۲۰۲۲) بازیکن فوتبال اهل اسپانیا بود.
از باشگاه‌هایی که در آن بازی کرده‌است می‌توان به باشگاه فوتبال رکریتیوو اوئلوا، باشگاه فوتبال اتلتیک بیلبائو، و باشگاه فوتبال سابادل اشاره کرد.
وی همچنین در تیم‌های ملی فوتبال Spain B national football team و اسپانیا بازی کرده‌است.